# Peggy Waleska
Peggy Waleska   (Pirna, 11 d'abril de 1980) és una remadora alemanya, ja retirada, que va competir a començaments del segle XXI.
El 2004 va prendre part en els Jocs Olímpics d'Estiu d'Atenes, on guanyà la medalla de plata en la prova del doble scull del programa de rem. Formà equip parella amb Britta Oppelt.
En el seu palmarès també destaquen quatre medalles al Campionat del món de rem, dues d'or i dues de bronze entre les edicions del 2001 i el 2009.